# SuperJunior05 (Twins)
SuperJunior05 (Twins) là một album ra mắt cùng tên của nhóm nhạc Hàn Quốc Super Junior 05 (tên của Super Junior trước khi Kyuhyun gia nhập để trở thành 13 thành viên). Album được phát hành ngày 5 tháng 12 năm 2005 bởi SM Entertainment. Album này bao gồm cả đĩa đơn radio #1 "Miracle" và đĩa đơn ra mắt "Twins (Knock Out)". Album đã bán được tổng cộng 86,659 bản cho đến năm 2008. Nó đã đạt tới vị trí thứ 3 tại bảng xếp hạng album K-pop MIAK, bán được 28,536 bản trong tháng đầu tiên phát hành.

## Lịch sử
Sau khi nhận được nhiều ý kiến đánh giá tích cực cho màn diễn ra mắt với "Twins (Knock Out)" trên chương trình âm nhạc Inkigayo của đài SBS vào ngày 6 tháng 11 năm 2005, Super Junior 05 đã dự định phát hành một đĩa đơn chính thức cho bài hát này. Tuy nhiên, một phiên bản nhạc số bao gồm "Twins (Knock Out)" cùng 3 bài hát mới nữa đã được phát hành thay thế vào ngày 8 tháng 11 năm 2005.
Album đầy đủ bao gồm các ca khúc trong album nhạc số và một số bài hát khác nữa đã được phát hành ngày 5 tháng 12, 2005 tại Hàn Quốc.
Vào ngày 12 tháng 2 năm 2006, Super Junior 05 chuyển sang quảng bá cho đĩa đơn thứ hai của album, "Miracle". Phiên bản trình diễn trên sân khấu khác với bản thu chính thức trong album khi nó có thêm một đoạn break dance và một đoạn vocal bridge. Ngược lại với "Twins (Knock Out)" vốn có sự sắc nét và âm hưởng nhạc rock, thì "Miracle" lại là một khúc tình ca với một chút bubblegum pop và vũ đạo vui vẻ. Đó là ca khúc thứ hai và cũng là ca khúc cuối cùng của album được đưa ra quảng bá chính thức.
Chỉ 12 trong số 13 thành viên hiện nay của Super Junior tham gia vào album này, không có Kyuhyun vì mãi 6 tháng sau đó anh mới gia nhập nhóm.

## Miêu tả
Đĩa đơn đầu tiên từ album, "Twins (Knock Out)" là một ca khúc nhạc rap rock, là một bản cover (hát lại) ca khúc "Knockout" của Triple 8 đã được chuyển thể sang tiếng Hàn với một số câu tiếng Anh. Vũ đạo của bài hát thì giống như những chú đại bàng, đội hình được sắp xếp để cho bài hát trở nên được đón nhận nồng nhiệt và phổ biến nhanh chóng. Đĩa đơn tiếp sau đó, "Miracle" là một ca khúc bubblegum pop điển hình của K-pop, một thể loại mà những người trẻ tuổi rất thích. Cũng giống như bài hát, vũ đạo cho "Miracle" cũng khá đơn giản và nhẹ nhàng. Các ca khúc còn lại trong album chủ yếu là các ca khúc nhạc Pop, love ballads và cả các ca khúc nhạc dance với ảnh hưởng của R&B với phần rap và nhịp trống nhanh.
Chủ đề chính của album là về tình yêu và lòng tin tưởng. Những ca khúc ballad như "You are the one" và "So I" thì nói đến những điều tích cực trong mối quan hệ yêu đương của một người. Những ca khúc có giai điệu nhanh và vui vẻ như "Miracle" và "Way for love" thì bao gồm phong cách bubblegum pop cũng có cái nhìn tích cực về tình yêu và lòng tin. Tuy nhiên, những ca khúc nhạc dance có những đoạn rap nhanh như "Twins (Knock Out)", "Over", "L.O.V.E"... thì lại có xu hướng nói về những cái tiêu cực trong tình yêu và lòng tin. Ví dụ, trong bài "Over", lời bài hát xoay quanh sự níu kéo sau khi hai người chia tay. "L.O.V.E" lại nói về sự mất hi vọng và mất tự tin sau khi tình yêu đổ vỡ. Tương tự như vậy, ca khúc ra mắt của Super Junior "Twins (Knock Out)" nói về sự tự lừa dối bản thân và sự thiếu quyết đoán, sự tương phản giữa những cảm xúc của người con trai đang yêu và làm thế nào để anh ta ra quyết định liệu có nên tiếp tục yêu hay chống lại số mệnh.
"Keep in Touch" và "Believe" là những ca khúc cover từ nhóm nhạc Nhật Bản, EXILE.

## Sự đón nhận
Ngay sau khi "SuperJunior05 (Twins)" được phát hành, nó đã đứng ở vị trí thứ nhất trong suốt cả tuần trên bảng xếp hạng album Hàn Quốc Hanteo Chart. Tuy album đạt được những thành công về mặt thương mại đúng như những dự đoán kể từ khi nhóm ra mắt vào tháng 11 thì nó cũng thất bại trong việc đạt vị trí cao nhất trên bảng xếp hạng tháng của MIAK K-pop. Thay vào đó, nó đứng thứ 3 với tổng cộng 28,536 bản được bán ra, trong khi đĩa đơn Show Me Your Love là sản phẩm mà Super Junior 05 hợp tác với TVXQ cũng phát hành vào tháng đó thì đứng ở vị trí thứ nhất, bán được tổng cộng 49,945 bản.
SuperJunior05 (Twins) vẫn nằm trong bảng xếp hạng trong suốt năm 2006, bán thêm được 26,510 bản nữa. Album bán được 10,408 bản trong năm 2007 và đạt đến tổng cộng là 86,659 bản cho đến giữa năm 2008. Nó luôn nằm trong top 60 album bán chạy nhất từ năm 2005 đến 2008.
Khi album được phát hành ở Đài Loan vào 16 tháng 2 năm 2006, nó đã xuất hiện trên bảng xếp hạng album tuần của G-music J-pop Charts với vị trí #16.

## Danh sách bài hát
| #   | Tên bài hát                                            | Sáng tác                          | Độ dài |
| --- | ------------------------------------------------------ | --------------------------------- | ------ |
| 1.  | "Miracle"                                              | Yoon Hyosang                      | 2:56   |
| 2.  | "Twins (Knock Out)"                                    | Yoo Young-jin                     | 3:20   |
| 3.  | "You are the one"                                      | Kenzie                            | 3:52   |
| 4.  | "Rock this house"                                      | Yoon Hyosang                      | 3:07   |
| 5.  | "차근차근 (Way for Love)" ["Carefully (Way for Love)"] | Lee Yoonjae                       | 3:17   |
| 6.  | "So I"                                                 | Kyun Hojoong, Sangwon (the Anomi) | 3:43   |
| 7.  | "Over"                                                 | Young-hu Kim                      | 3:16   |
| 8.  | "Keep in Touch"                                        | Hitoshi Harukawa                  | 4:31   |
| 9.  | "L.O.V.E."                                             | Shin Jiwon                        | 3:36   |
| 10. | "Believe"                                              | Seikou Nagaoka                    | 4:54   |
| 11. | "Twins (Knock Out)" [Instrumental]                     |                                   | 3:21   |

## Lịch sử phát hành
| Quốc gia | Ngày phát hành      | Công ty phát hành | Định dạng    |
| -------- | ------------------- | ----------------- | ------------ |
| Hàn Quốc | 5 tháng 12 năm 2005 | SM Entertainment  | CD, cassette |
| Đài Loan | 10 tháng 2 năm 2006 | Avex Taiwan       | CD           |

## Bảng xếp hạng
| Bảng                        | Quốc gia | Vị trí cao nhất | Ghi chú                      |
| --------------------------- | -------- | --------------- | ---------------------------- |
| Hanteo Weekly Charts        | Hàn Quốc | 1               | 10 tuần (Số tuần trong bảng) |
| MIAK K-pop Monthly Charts   | Hàn Quốc | 3               | 86,659 (Doanh số bán)        |
| G-Music Weekly J-POP Charts | Đài Loan | 16              | 1 tuần                       |